# Out Of Here
| Recensione | Giudizio |
| ---------- | -------- |
| Kerrang!   | [ 1 ]    |

Out Of Here è il terzo EP del gruppo musicale statunitense Mayday Parade, pubblicato il 16 ottobre 2020 per la Rise Records.
L'album è stato anticipato dal singolo Lighten Up Kid, pubblicato il 24 settembre 2020 insieme ad un video musicale. Il 16 ottobre è stato pubblicato un video musicale per First Train, mentre il 17 novembre è stato realizzato un video per I Can Only Hope. I tre brani sono stati registrati dal vivo durante le "Out Of Here Sessions" nell'ottobre 2020 e pubblicati l'anno successivo nell'EP Live At Screaming Eagle, insieme al singolo It Is What It Is.

## Tracce
Testi e musiche di Derek Sanders, Alex Garcia, Brooks Betts, Jeremy Lenzo, Jake Bundrick, Michael Hanson.
1. First Train – 3:34
2. Lighten Up Kid – 3:38
3. I Can Only Hope – 3:23

Durata totale: 10:35

## Formazione
Mayday Parade
- Derek Sanders – voce, pianoforte, chitarra acustica
- Alex Garcia – chitarra solista
- Brooks Betts – chitarra, chitarra ritmica
- Jeremy Lenzo – basso, cori
- Jake Bundrick – batteria, percussioni, voce secondaria

Produzione
- Kenneth Mount – produttore, ingegnere del suono
- Zack Odom – produttore, ingegnere del suono